# Carlo Grazioli (politico)
Carlo Grazioli (Rodigo, 5 gennaio 1936 – Mantova, 24 luglio 2017) è stato un politico italiano.

## Biografia
Carlo Grazioli nacque a Rivalta sul Mincio, frazione di Rodigo. Frequentò l'istituto magistrale a Mantova e iniziò la professione di maestro elementare dopo il diploma.
Militò nella corrente di sinistra della Democrazia Cristiana, con la quale fu eletto consigliere al comune di Rodigo e fu candidato alla Camera dei deputati nel 1968, senza essere eletto.
Viene poi eletto al Senato nel 1976, confermando il seggio anche alle elezioni politiche del 1979; nel 1983 mancò la riconferma, concludendo il proprio mandato parlamentare.
Nel 1986 fu nominato membro del consiglio d'amministrazione della RAI, un incarico in continuità con l'attività che aveva svolto nell'VIII legislatura, avendo fatto parte della Commissione parlamentare per l'indirizzo generale e la vigilanza dei servizi radiotelevisivi, e che ricoprì fino al 1993.
Collaborò quindi con Mino Martinazzoli alla trasformazione della DC nel Partito Popolare Italiano, facendo parte del suo ufficio di segreteria.
Nel 2004 fu eletto sindaco del suo comune natale a capo di una lista di area di centrosinistra, fino alla scadenza naturale del mandato nel 2009, dopo la quale si ritirò a vita privata.
Muore a 81 anni, nel luglio 2017.